# عبدو اواتارا
عبدو اواتارا (انگلیسی: Abou Ouattara؛ زادهٔ ۲۶ دسامبر ۱۹۹۹) بازیکن فوتبال اهل بورکینافاسو است.
از باشگاه‌هایی که در آن بازی کرده است می‌توان به باشگاه فوتبال مشلان اشاره کرد.
وی همچنین در تیم ملی فوتبال بورکینافاسو بازی کرده است.